# Long Island Rail Road
Long Island Rail Road (LIRR) – utworzona 1834 roku najstarsza do dziś funkcjonująca pod tą samą nazwą i statutem sieć kolejowa w Stanach Zjednoczonych. Współcześnie jest najczęściej wykorzystywaną koleją dojazdową w Stanach Zjednoczonych – łącząc miejscowości Long Island z Nowym Jorkiem przewozi około 350 000 pasażerów dziennie. Powstała w latach 30. XIX wieku z zamiarem połączenia Nowego Jorku z Bostonem, stała się największą lokalną siecią kolejową nowojorskiego obszaru metropolitalnego. Sieć łączy dziś Manhattan, Brooklyn i Queens z miejscowościami na terenie całego Long Island w hrabstwach Nassau i Suffolk. Wraz sieciami kolejowymi Metro-North Railroad i New Jersey Transit oraz nowojorskiego metra, LIRR stanowi część zintegrowanego systemu komunikacyjnego Nowego Jorku.

## Historia
Łącząca Manhattan w Nowym Jorku ze wschodnim wybrzeżem hrabstwa Suffolk na Long Island linia Long Island Rail Road, powstała z zamiarem budowy połączenia kolejowego między Nowym Jorkiem, a Bostonem w stanie Massachusetts. Kolejowo-promowe połączenie w kierunku wschodnim z Manhattanu, umożliwić miało ominięcie wzgórz, dolin i rzek stanu Connecticut, w bezpośredniej drodze na północny wschód z Nowego Jorku do Bostonu. Zaplanowana trasa alternatywna zakładała 95-milowy (153 km) odcinek kolejowy z Brooklynu do Greenport na północno-wschodnim krańcu Long Island, skąd pasażerowie za pomocą promu przez Long Island Sound przepływać mieli do Stonington w Connecticut. Stamtąd kontynuować mieli dalszą podróż do Bostonu, korzystając z sieci kolejowej Norwich and Worcester Railroad. W przeciwieństwie do górzystych i skalistych terenów hrabstwa Westchester na północ od Nowego Jorku, droga przez Long Island przebiegać miała przez całkowicie płaski teren znajdującej się tam ówcześnie prerii, co czynić miało projekt znacznie tańszym w realizacji. Ostatecznie linia ta zbudowana została wzdłuż północnego brzegu Long Island na południe od drogi stanowej nr 25.

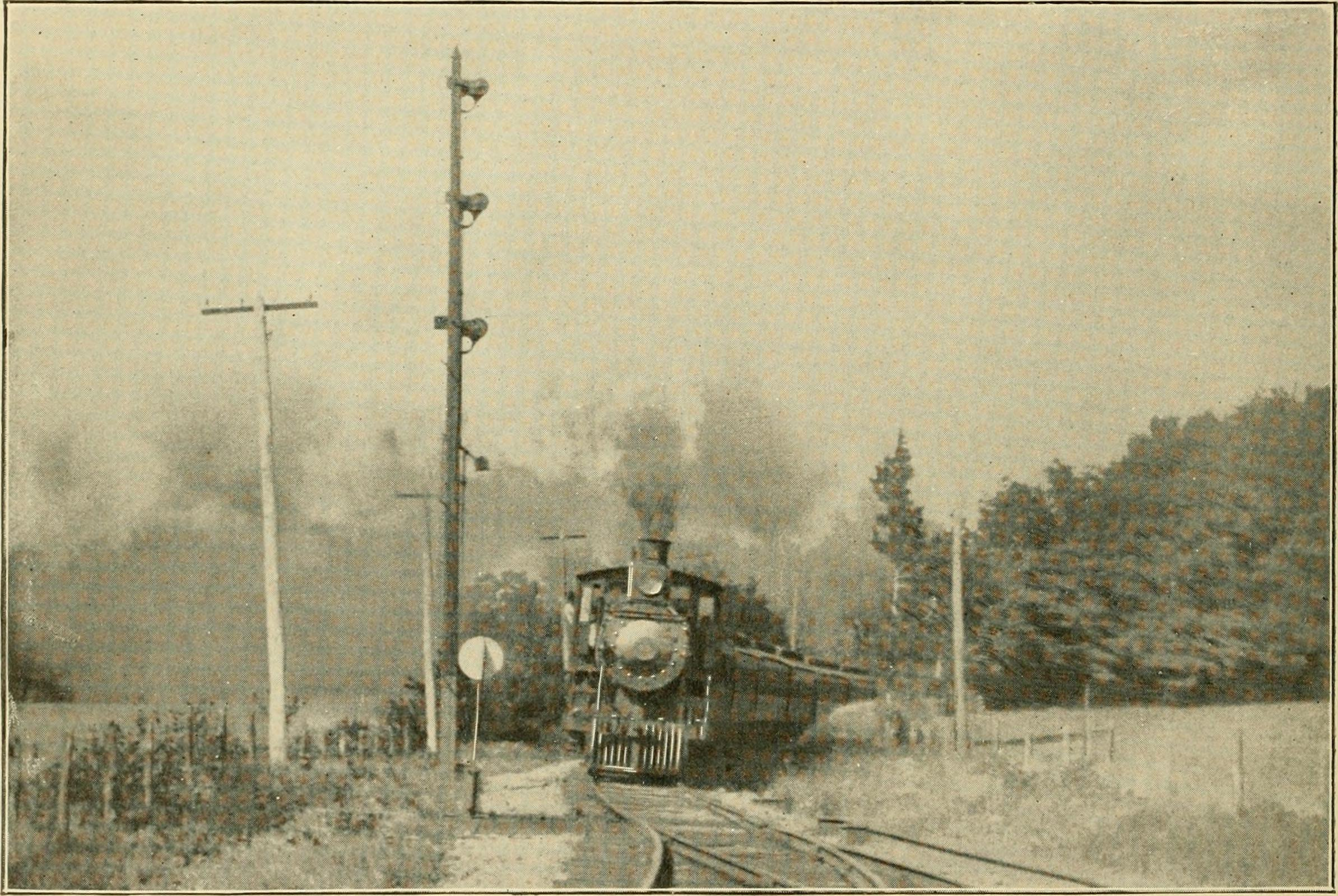
Skład LIRR w pobliżu Bethpage w 1901 roku

Współczesna sieć kolejowa LIRR

Pierwsza linia Long Island Rail Road (LIRR) została ukończona w 1844 roku, z dwoma pośrednimi stacjami kolejowymi w Hardscrabble oraz Punk’s Hole (Manorville), zaś oficjalny inauguracyjny przejazd pierwszego pociągu miał miejsce 27 lipca 1844 roku. Już jednak cztery lata później nowa linia kolejowa znalazła się w kryzysie, gdy konkurencyjne przedsiębiorstwo zbudowało linię kolejową bezpośrednio łączącą Nowy Jork z Bostonem, całkowicie lądowym połączeniem przez Connecticut. Władze zagrożonego przez to bankructwem LIRR zdały sobie wówczas sprawę z faktu, że jego główne źródło dochodu stanowić muszą mieszkańcy Long Island, tymczasem nowa linia całkowicie pomijała większość miejscowości wyspy. Wymusiło to na przedsiębiorstwie wykup mniejszych lokalnych linii kolejowych oraz rozbudowę własnej sieci, która uzyskała ostatecznie połączenia z wszystkimi miejscowościami na wyspie. Następna duża rozbudowa sieci miała miejsce w latach 80. XIX wieku, staraniem prezesa Austina Corbina, który dążył do stworzenia konkurencji dla portu Nowy Jork, przez uruchomienie transatlantyckiego połączenia między angielskim Southampton, a Fort Pond Bay w Montauk na wschodnim krańcu Long Island. Skutkiem śmierci Corbina w wypadku, projekt nie został ostatecznie zrealizowany, spowodował jednak wydłużenie linii kolejowej z Bridgehampton na sam wschodni kraniec wyspy.

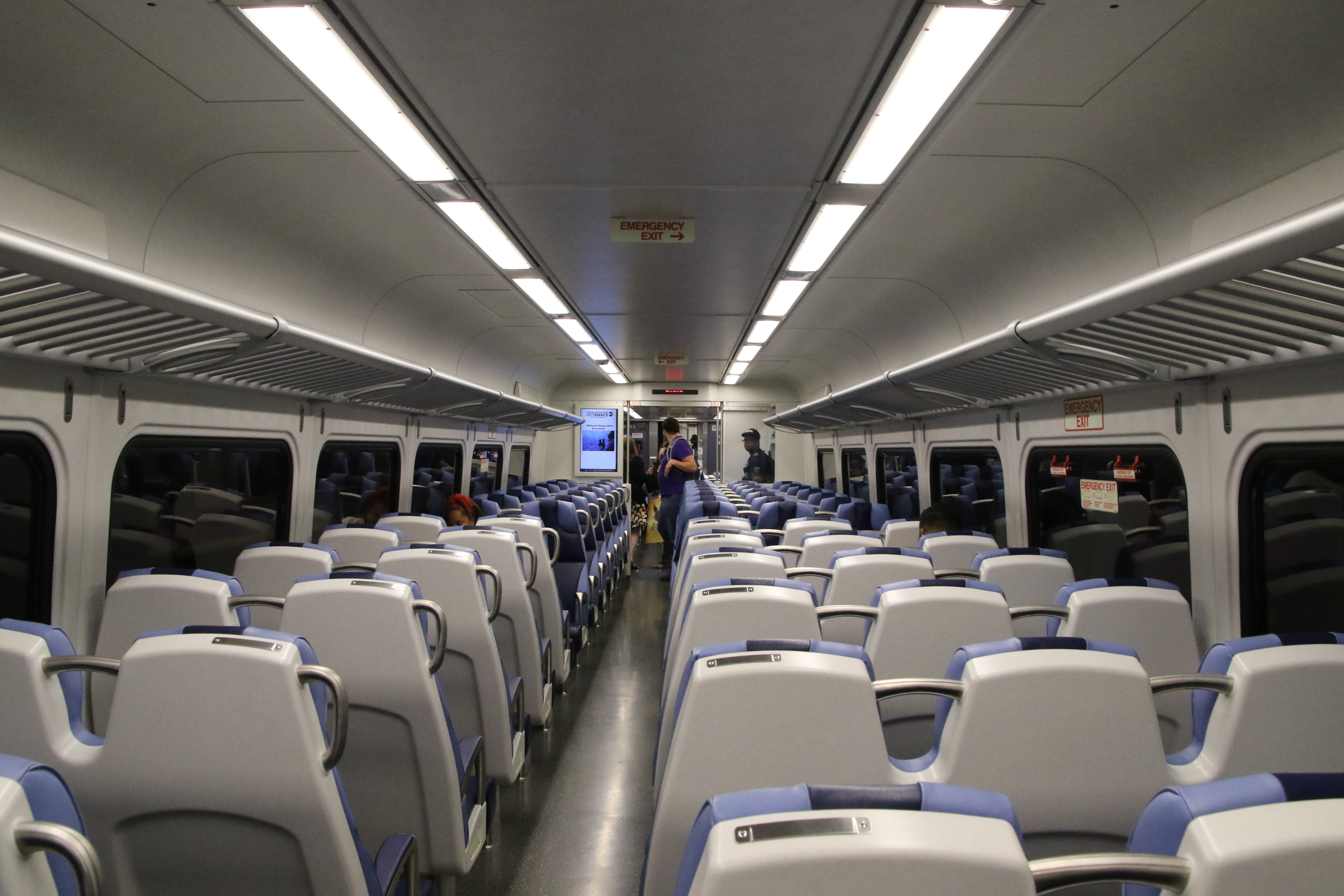
Wnętrze współczesnego wagonu LIRR

Po upadku idei połączenia Nowego Jorku przez Long Island z Bostonem, dysponująca setkami kilometrów linii kolejowych Long Island Rail Road, finansowała się w dzięki przewozom ludności oraz szybkiemu transportowi produktów rolnych i owoców morza ze wschodniej części wyspy do Nowego Jorku. Istnienie rozległej sieci kolejowej stanowiło jednak także stymulator rozwoju Long Island, zwłaszcza od początku XX wieku, przez łatwość dojazdu do Nowego Jorku, wzmagało przyrost liczby ludności. W 1908 roku zelektryfikowana została sieć z Nowego Jorku do Hempstead, do 1925 roku natomiast zelektryfikowano sieć do Babylon.
Z końcem XIX wieku LIRR został nabyty przez inną sieć kolejową – Pennsylvania Railroad, która była właścicielem sieci do 1965 roku, gdy wraz z jej bankructwem, Long Island Rail Road została przejęta przez nowojorski Metropolitan Transportation Authority (MTA) i zintegrowana z siecią transportu publicznego strefy metropolitalnej Nowego Jorku. Wiązało się to z szybkim rozwojem transportu samochodowego po II wojnie światowej, co uczyniło szereg połączeń kolejowych nieopłacalnymi.

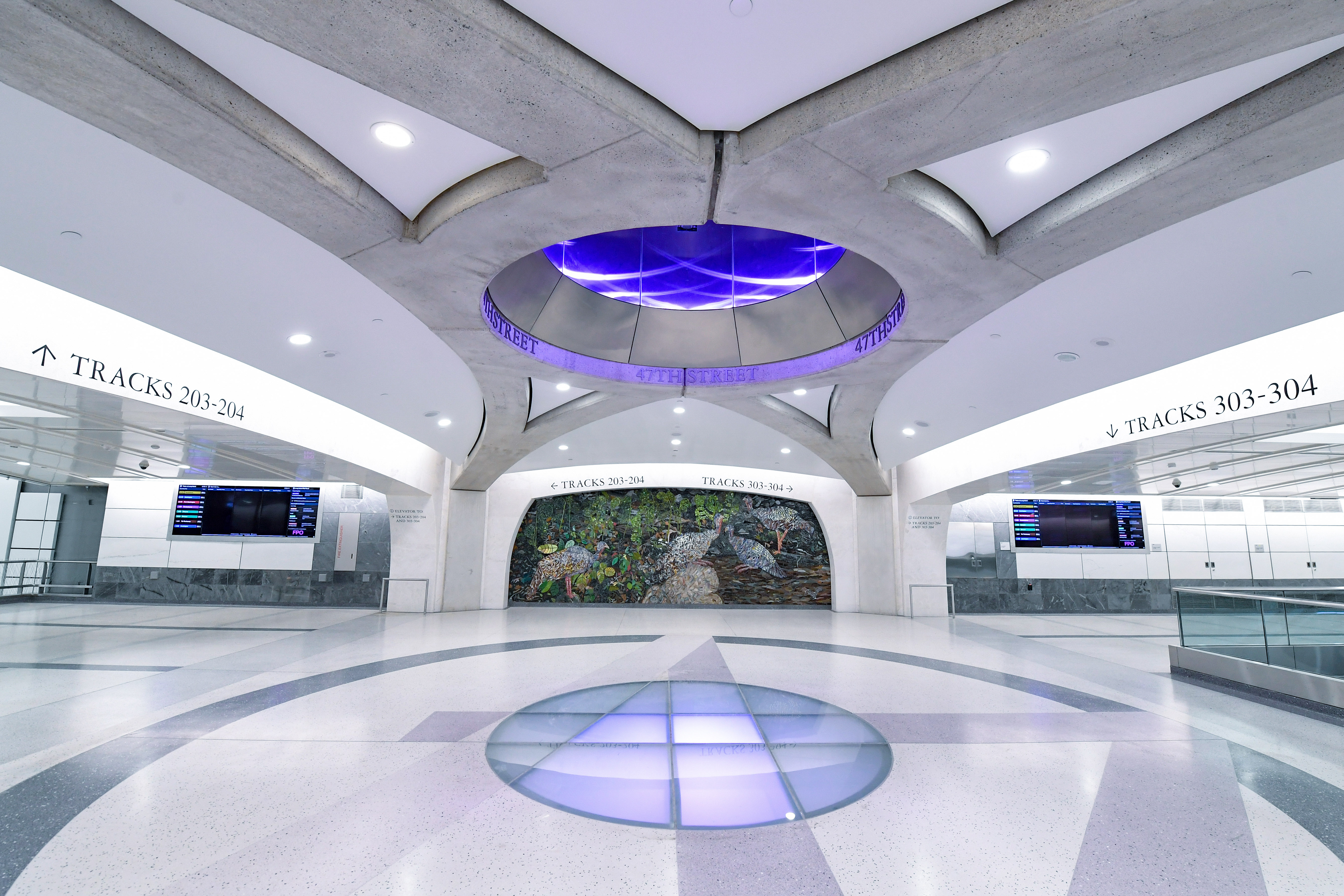
Uruchomiona w 2023 roku stacja LIRR Grand Central Madison poniżej poziomu Grand Central Terminal na Manhattanie

## LIRR
Long Island Rail Road na początku XXI wieku była najczęściej wykorzystywaną siecią dojazdową w Stanach Zjednoczonych, z której korzystało około 350 000 pasażerów dziennie, podróżujących między Manhattanem, Brooklynem i Queens w Nowym Jorku i miejscowościami całego Long Island, co znacznie skróciło czas dojazdu do i z Nowego Jorku względem transportu samochodowego.
Stacje kolejowe LIRR znajdują się dziś w niemal wszystkich miejscowościach na Long Island. Największymi stacjami Long Island Rail Road na obszarze Long Island poza Nowym Jorkiem są węzłowe stacje Hicksville Station w Hicksville, Ronkonkoma Station w Ronkonkoma, Huntington Station w Huntington i Babylon Station w Babylon. Połączenia kolejowe obsługiwane są przez pociągi zwykłe oraz ekspresowe, zaś największymi stacjami do których docierają pociągi LIRR w Nowym Jorku są Pennsylvania Station (Penn Station) na Manhattanie, Jamaica Station w Queens oraz Atlantic Terminal na Brooklynie. 25 stycznia 2023 roku, po otwarciu własnej stacji LIRR Grand Central Madison, po raz pierwszy w historii uruchomione zostało połączenie LIRR do Grand Central Terminal w centrum Manhattanu.
W 2022 roku, LIRR przewiozła 52,5 miliona pasażerów, co stanowiło zaledwie 57,6% pre-pandemicznego przewozu w 2019 roku. Mimo to, LIRR pozostało największą z trzech sieci dojazdowych nowojorskiego obszaru metropolitalnego, obok Metro-North Railroad i New Jersey Transit, i jest w dużej mierze zintegrowana z nowojorskim metrem New York City Subway.